# Madagascar en los Juegos Olímpicos de Tokio 1964
Madagascar estuvo representado en los Juegos Olímpicos de Tokio 1964 por tres deportistas masculinos que compitieron en atletismo.
El equipo olímpico malgache no obtuvo ninguna medalla en estos Juegos.